# Фискальные марки Гернси
Фискальные марки Гернси — различные фискальные марки, как с клеевым слоем, так и штампованные, выпускавшиеся штатами Гернси для обращения на острове Гернси, являющемся коронным владением Великобритании. Эмитировались универсальные фискальные марки, а также выпуски для уплаты налога на развлечения, налога с продаж, подоходного налога и страхового сбора.
Олдерни, входящий в состав Гернси, также выпускал фискальные марки с 1923 года по 1962 год.